# Aston Villa Football Club 1980-1981
Questa voce raccoglie le informazioni riguardanti l'Aston Villa Football Club nelle competizioni ufficiali della stagione 1980-1981.

## Stagione
All'esordio stagionale, i Villans si portarono in testa al campionato grazie a quattro risultati utili consecutivi e superarono i trentaduesimi di finale di coppa di Lega grazie a una doppia vittoria contro il Leeds Utd. Dopo un periodo di flessione durante il mese di settembre (due sconfitte consecutive in campionato ed estromissione dalla Coppa di Lega per mano del Cambridge Utd), l'Aston Villa inanellò una serie positiva di undici gare che lo porterà ad agganciare la capolista Ipswich Town alla dodicesima giornata, per poi prendere il comando solitario dopo tre giornate. In seguito a un calo di rendimento accusato nelle ultime quattro gare del girone di andata, i Villans giunsero al giro di boa al terzo posto, in coabitazione con il Liverpool e a -2 dall'Ipswich Town.
Concluso l'anno con cinque punti di svantaggio sulla capolista, i Villans cominciarono il 1981 incontrando l'Ipswich ai trentaduesimi di finale di FA Cup, venendo estromessi in seguito a una sconfitta di misura. Con una vittoria casalinga sul Liverpool alla ripresa del campionato, l'Aston Villa aprì una seconda serie di risultati utili consecutivi, che gli permetterà di portarsi a -3 dall'Ipswich Town: un brusco calo di rendimento della capolista delle giornate successive permise ai Villans di passare in testa a quattro giornate dalla fine e di guadagnare un vantaggio che permetterà loro di ottenere, con un turno di anticipo, il sesto nonché primo titolo nazionale a distanza di 71 anni dall'ultimo successo.

## Maglie e sponsor
Lo sponsor tecnico per la stagione 1980-1981 è Umbro .
| Casa | Trasferta |  |

## Rosa
| N. |                        | Ruolo | Calciatore     |
| -- | ---------------------- | ----- | -------------- |
|    | Inghilterra (bandiera) | P     | Jimmy Rimmer   |
|    | Inghilterra (bandiera) | P     | Nigel Spink    |
|    | Inghilterra (bandiera) | D     | Noel Blake     |
|    | Irlanda (bandiera)     | D     | Eamonn Deacy   |
|    | Scozia (bandiera)      | D     | Allan Evans    |
|    | Inghilterra (bandiera) | D     | Colin Gibson   |
|    | Inghilterra (bandiera) | D     | Pat Heard      |
|    | Scozia (bandiera)      | D     | Ken McNaught   |
|    | Inghilterra (bandiera) | D     | Brendan Ormsby |
|    | Inghilterra (bandiera) | D     | Kenny Swain    |
|    | Inghilterra (bandiera) | D     | Gary Williams  |
|    | Inghilterra (bandiera) | C     | Paul Birch     |

| N. |                        | Ruolo | Calciatore                 |
| -- | ---------------------- | ----- | -------------------------- |
|    | Scozia (bandiera)      | C     | Des Bremner                |
|    | Inghilterra (bandiera) | C     | Terry Bullivant            |
|    | Inghilterra (bandiera) | C     | Gordon Cowans              |
|    | Inghilterra (bandiera) | C     | David Geddis               |
|    | Inghilterra (bandiera) | C     | Robert Hopkins             |
|    | Inghilterra (bandiera) | C     | Ivor Linton                |
|    | Inghilterra (bandiera) | C     | Tony Morley                |
|    | Inghilterra (bandiera) | C     | Dennis Mortimer (capitano) |
|    | Inghilterra (bandiera) | C     | Gary Shelton               |
|    | Irlanda (bandiera)     | A     | Terry Donovan              |
|    | Inghilterra (bandiera) | A     | Gary Shaw                  |
|    | Inghilterra (bandiera) | A     | Peter Withe                |

## Statistiche

### Statistiche di squadra
| Competizione          | Punti | In casa | In casa | In casa | In casa | In casa | In casa | In trasferta | In trasferta | In trasferta | In trasferta | In trasferta | In trasferta | Totale | Totale | Totale | Totale | Totale | Totale | DR  |
| Competizione          | Punti | G       | V       | N       | P       | Gf      | Gs      | G            | V            | N            | P            | Gf           | Gs           | G      | V      | N      | P      | Gf     | Gs     | DR  |
| --------------------- | ----- | ------- | ------- | ------- | ------- | ------- | ------- | ------------ | ------------ | ------------ | ------------ | ------------ | ------------ | ------ | ------ | ------ | ------ | ------ | ------ | --- |
| First Division        | 60    | 21      | 16      | 3       | 2       | 40      | 13      | 21           | 10           | 5            | 6            | 32           | 27           | 42     | 26     | 8      | 8      | 72     | 40     | +32 |
| FA Cup                | -     | 0       | 0       | 0       | 0       | 0       | 0       | 1            | 0            | 0            | 1            | 0            | 1            | 1      | 0      | 0      | 1      | 0      | 1      | -1  |
| Coppa di Lega inglese | -     | 1       | 1       | 0       | 0       | 1       | 0       | 2            | 1            | 0            | 1            | 4            | 3            | 3      | 2      | 0      | 1      | 5      | 3      | +2  |
| Totale                | -     | 22      | 17      | 3       | 2       | 41      | 13      | 24           | 11           | 5            | 8            | 36           | 31           | 46     | 28     | 8      | 10     | 77     | 44     | +32 |

### Statistiche dei giocatori
| Giocatore    | First Division | First Division | FA Cup   | FA Cup | League Cup | League Cup | Totale   | Totale |
| Giocatore    | Presenze       | Reti           | Presenze | Reti   | Presenze   | Reti       | Presenze | Reti   |
| ------------ | -------------- | -------------- | -------- | ------ | ---------- | ---------- | -------- | ------ |
| N. Blake     | 0              | 0              | 0        | 0      | 0          | 0          | 0        | 0      |
| D. Bremner   | 42             | 2              | 1        | 0      | 3          | 0          | 46       | 2      |
| T. Bullivant | 0              | 0              | 0        | 0      | 0          | 0          | 0        | 0      |
| G. Cowans    | 42             | 0              | 1        | 0      | 3          | 0          | 46       | 0      |
| E. Deacy     | 9              | 0              | 0        | 0      | 1          | 0          | 10       | 0      |
| T. Donovan   | 0              | 0              | 0        | 0      | 0          | 0          | 0        | 0      |
| A. Ewans     | 39             | 7              | 1        | 0      | 3          | 0          | 43       | 7      |
| D. Geddis    | 9              | 4              | 1        | 0      | 1          | 0          | 11       | 4      |
| C. Gibson    | 21             | 0              | 0        | 0      | 3          | 0          | 24       | 0      |
| P. Heard     | 0              | 0              | 0        | 0      | 0          | 0          | 0        | 0      |
| R. Hopkins   | 0              | 0              | 0        | 0      | 0          | 0          | 0        | 0      |
| I. Linton    | 0              | 0              | 0        | 0      | 0          | 0          | 0        | 0      |
| K. McNaught  | 42             | 0              | 1        | 0      | 3          | 0          | 46       | 0      |
| T. Morley    | 42             | 10             | 1        | 0      | 3          | 2          | 46       | 12     |
| D. Mortimer  | 42             | 4              | 1        | 0      | 3          | 0          | 46       | 4      |
| B. Ormsby    | 0              | 0              | 0        | 0      | 0          | 0          | 0        | 0      |
| J. Rimmer    | 42             | -40            | 1        | -1     | 3          | -3         | 46       | -44    |
| G. Shaw      | 40             | 18             | 1        | 0      | 2          | 2          | 43       | 20     |
| G. Shelton   | 0              | 0              | 0        | 0      | 0          | 0          | 0        | 0      |
| N. Spink     | 0              | -0             | 0        | -0     | 0          | -0         | 0        | -0     |
| K. Swain     | 42             | 0              | 1        | 0      | 3          | 0          | 46       | 0      |
| G. Williams  | 22             | 0              | 1        | 0      | 0          | 0          | 23       | 0      |
| P. Withe     | 36             | 20             | 1        | 0      | 3          | 1          | 40       | 21     |